# Praalgraf van Engelbrecht II van Nassau

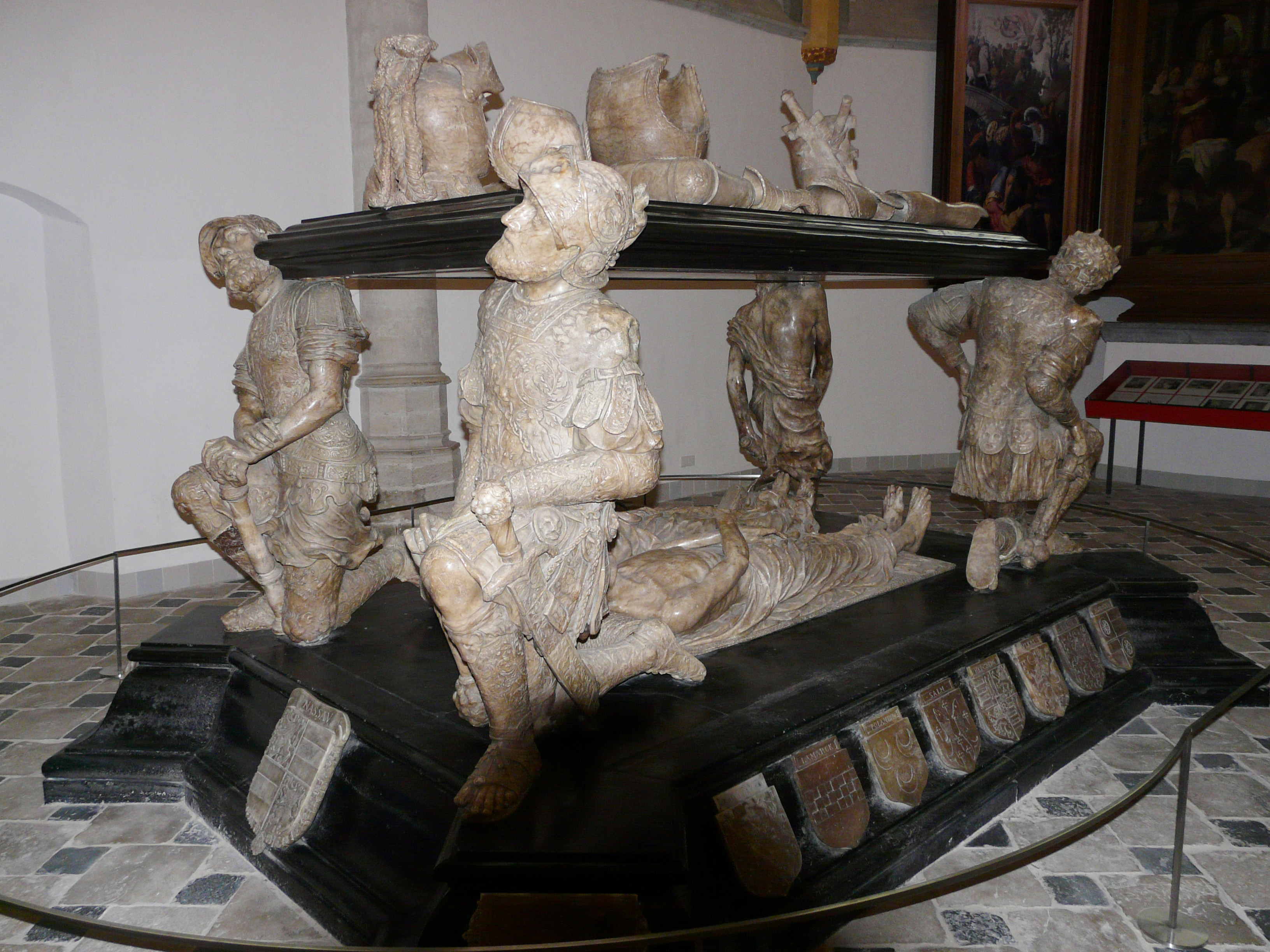
Praalgraf Engelbrecht II

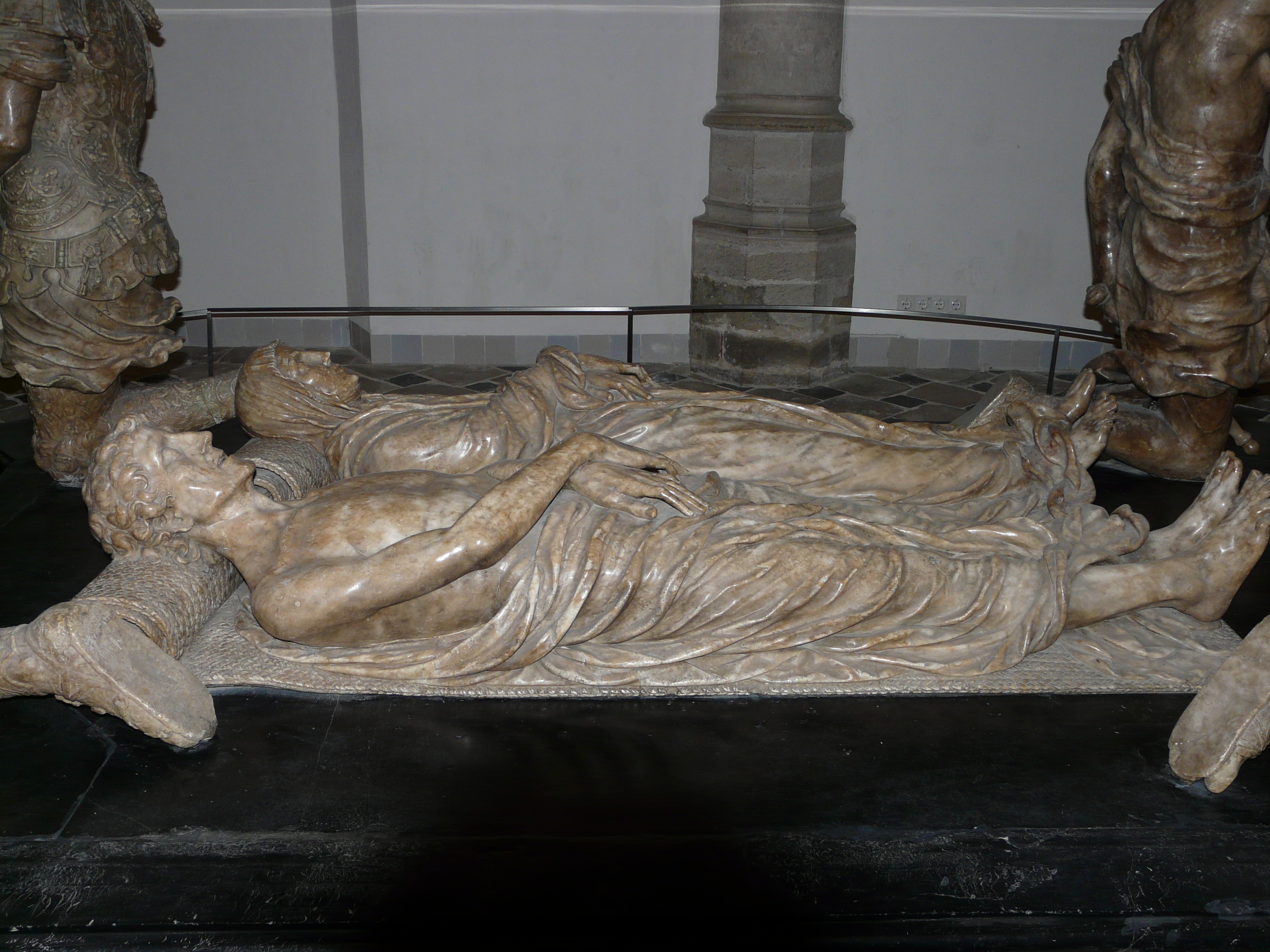
Detail Praalgraf Engelbrecht II

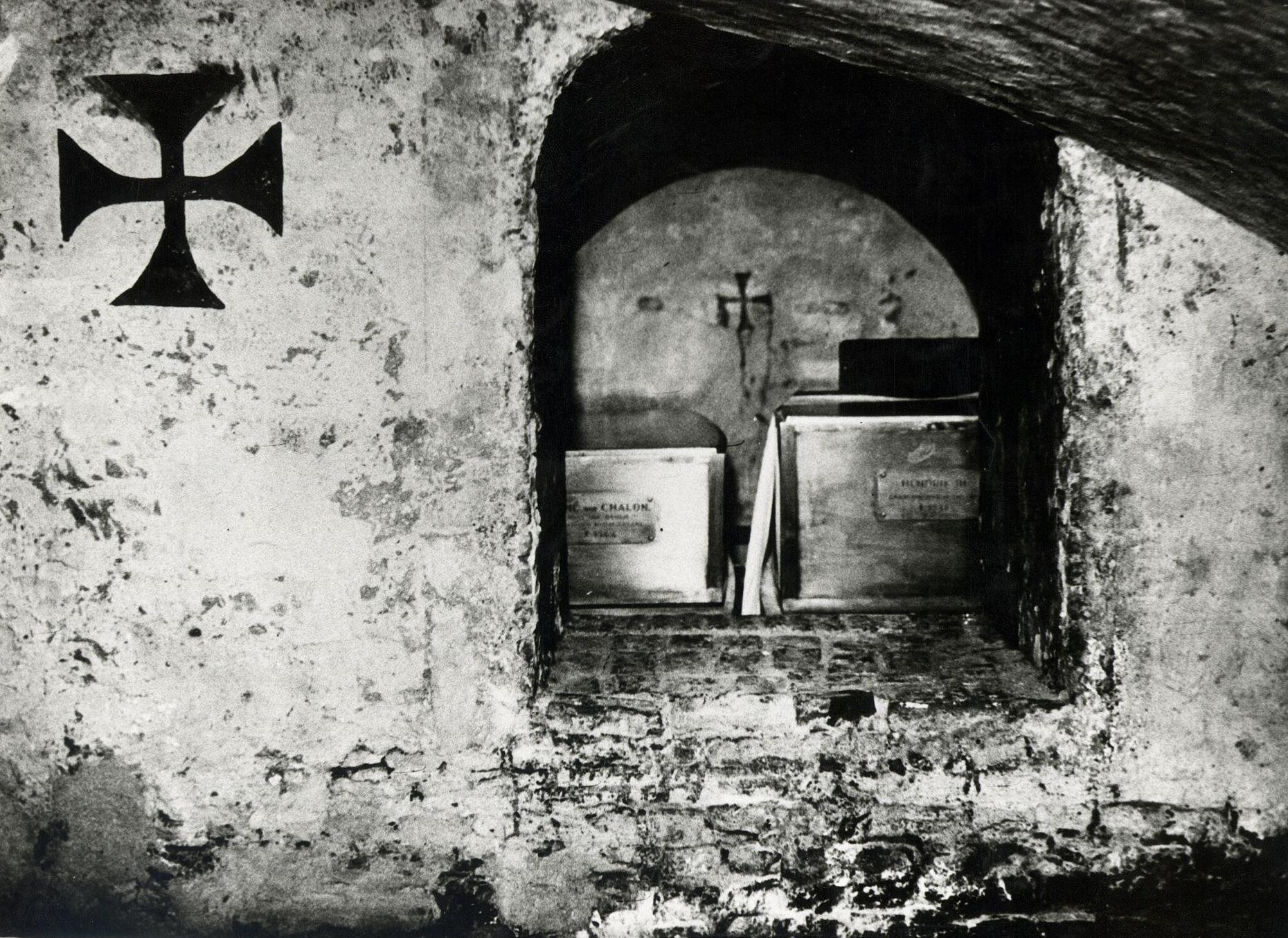
Deel van de inhoud kelder

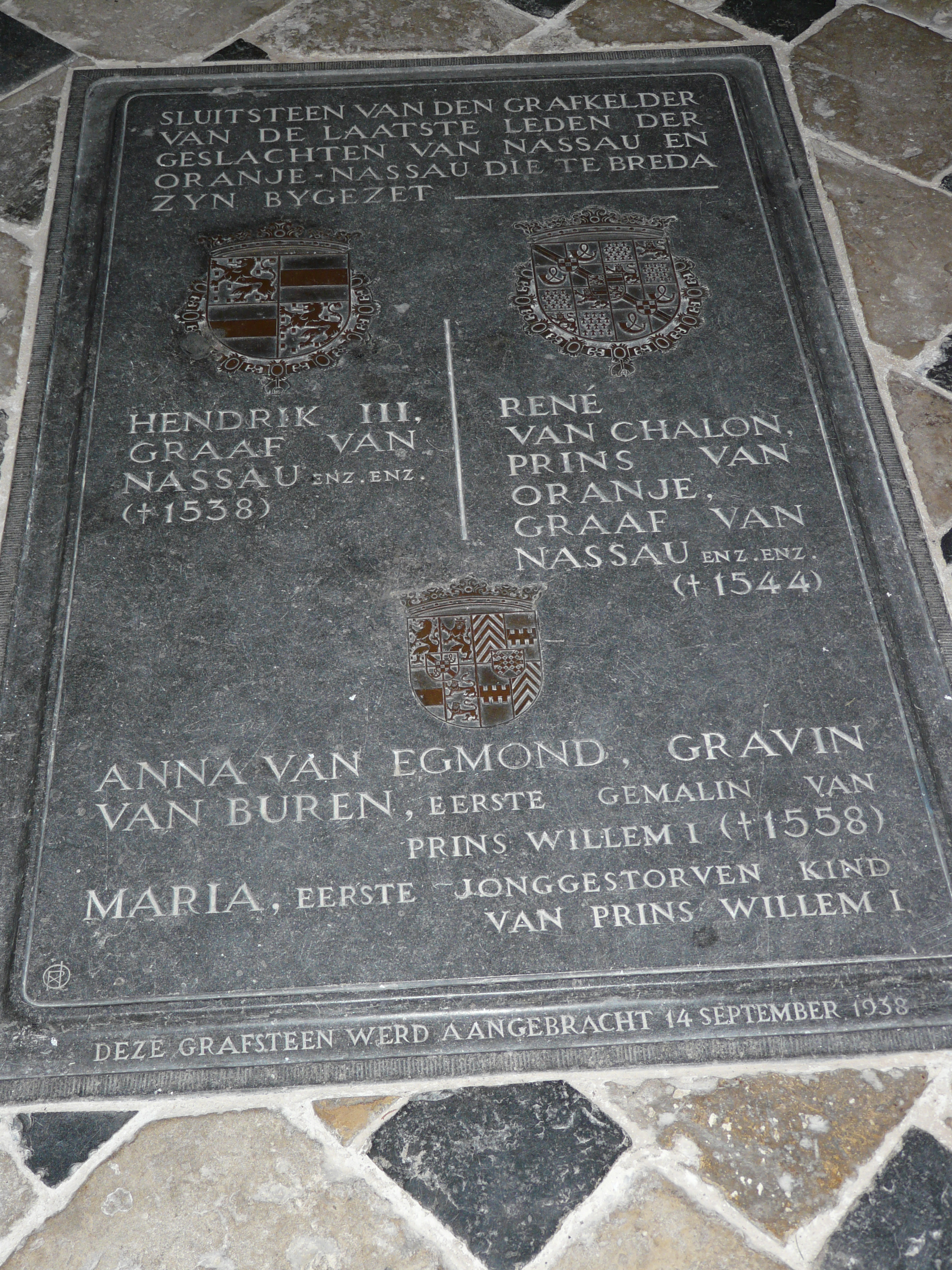
Sluitsteen

Het praalgraf van Engelbrecht II van Nassau en zijn vrouw Cimburga van Baden staat in Prinsenkapel van de Onze-Lieve-Vrouwekerk in Breda.
Het praalgraf, opgericht na 1530 door graaf Hendrik III van Nassau bestaat uit een:
- zwartmarmeren zerk met liggend in een natuurlijke houding op hun doodsbed, de beide beelden van de overledenen
- vier knielende figuren uit albast
- dekplaat met de uitrustingsstukken van de graaf, ook uit zwart Belgisch marmer en albast.[1]

Van het praalgraf werd een gipsen kopie op ware schaal gegoten door de Afgietselwerkplaats in Brussel, dat zich bevindt in de collectie van de Koninklijke Musea voor Kunst en Geschiedenis in Brussel.

## Grafkelder
Onder dit praalgraf bevond zich een holle ruimte. De vloer werd in 1937 opengebroken en men (her)ontdekte een grafkelder. Deze kelder was bekend uit de literatuur en het testament van Willem van Oranje.
In deze grafkelder stonden op ijzeren bokken vier loden kisten, drie grote en één kleine. In een van de kisten waarop 1538 Henri III Comte de Nassav stond, lag het gebalsemde en in linnen doeken gewikkelde lichaam van Hendrik III.
In de andere kist werd het skelet van René van Chalon, de zoon van Hendrik III, gevonden. Van het twee meter lange lichaam was het sleutelbeen verbrijzeld en ook de beenderen daaromheen waren zwaar beschadigd. Réne van Chalon overleed op 25-jarige leeftijd tijdens een veldslag aan een slagaderlijke bloeding als gevolg van een granaatontploffing. Zijn hart en ingewanden rusten in de kapel van Bar-le-Duc.
Op de kist stond een loden trommel met daarin de stoffelijke resten van Maria, een in de wieg gestorven dochter van René van Châlon en Anna van Lotharingen. In de derde kist lag Anna van Buren, de eerste vrouw van Willem van Oranje, begraven. In het kleinste kistje lag hun jongste dochtertje Maria. Zij stierf toen zij een jaar was. Er was ook een tonnetje met gebalsemde ingewanden. De ton stond naast de kist van Anna van Buren.
De stoffelijke resten werden in nieuwe bronzen kisten gelegd en de grafkelder werd weer zorgvuldig afgesloten met een sluitsteen.
Eigenlijk had Willem van Oranje ook in deze grafkelder begraven moeten worden. Hij stierf na een moordaanslag in 1584 te Delft. Omdat Breda toen in Spaanse handen was, dus vanuit Delft niet te bereiken, werd zijn kist in de Nieuwe Kerk in Delft geplaatst. Hij kreeg daar later een plaats in een nieuwe grafkelder van Oranje-Nassau. Dat is sindsdien de laatste rustplaats voor leden van het Huis van Oranje en het koninklijk huis.
In aanwezigheid van koningin Wilhelmina, die steeds zorg heeft gedragen voor de graven van haar voorouders, is de kelder op 14 september 1938 weer gesloten. Op de nieuwe sluitsteen staat de volgende tekst:
SLUITSTEEN VAN DE GRAFKELDER
VAN DE LAATSTE LEDEN DER GESLACHTEN
VAN NASSAU EN ORANJE-NASSAU
DIE TE BREDA ZIJN BIJGEZET.
Daaronder staan de namen en de sterfdata van de vier bijgezette Nassau's.
Het Huis Oranje-Nassau beschikt op andere plaatsen over meer grafkelders en praalgraven.

## Dragers
De dekplaat wordt gedragen door vier knielende figuren. Julius Caesar en Marcus Atilius Regulus aan het voeteinde van het graf zijn geïdentificeerd met opschriften. De identiteit van de figuren aan het hoofdeinde is niet met zekerheid bekend, maar hun uiterlijk geeft enkele aanwijzingen over hun mogelijke identiteit: Ze zijn gekleed in volledige wapenrusting, en vertegenwoordigen dus waarschijnlijk deugden die passen bij een militaire held. Er zijn verschillende suggesties gedaan over hun identiteit, waaronder Hannibal en Alexander de Grote, Hannibal en Scipio (vermoedelijk Africanus), Hannibal en Philipus van Macedonië, Achilles en Odysseus, of "twee Griekse helden".
De geschiedkundige Jan Kalf vermoedde dat de ontbrekende opschriften de waarden perseverantia (volharding) en prudentia (voorzichtigheid) vertegenwoordigden, deugden die doorgaans werden verpersoonlijkt door Hannibal en Philipus. Dit is de meest geaccepteerde interpretatie, maar in 1744 kon Thomas Ernst van Goor niet meer zeggen dan dat "De andere twee, waarvan de inscripties zijn afgebroken, stellen naar mijn oordeel twee Griekse helden voor". Tot op heden zijn de opschriften onder deze figuren leeg. 

## Afbeeldingen

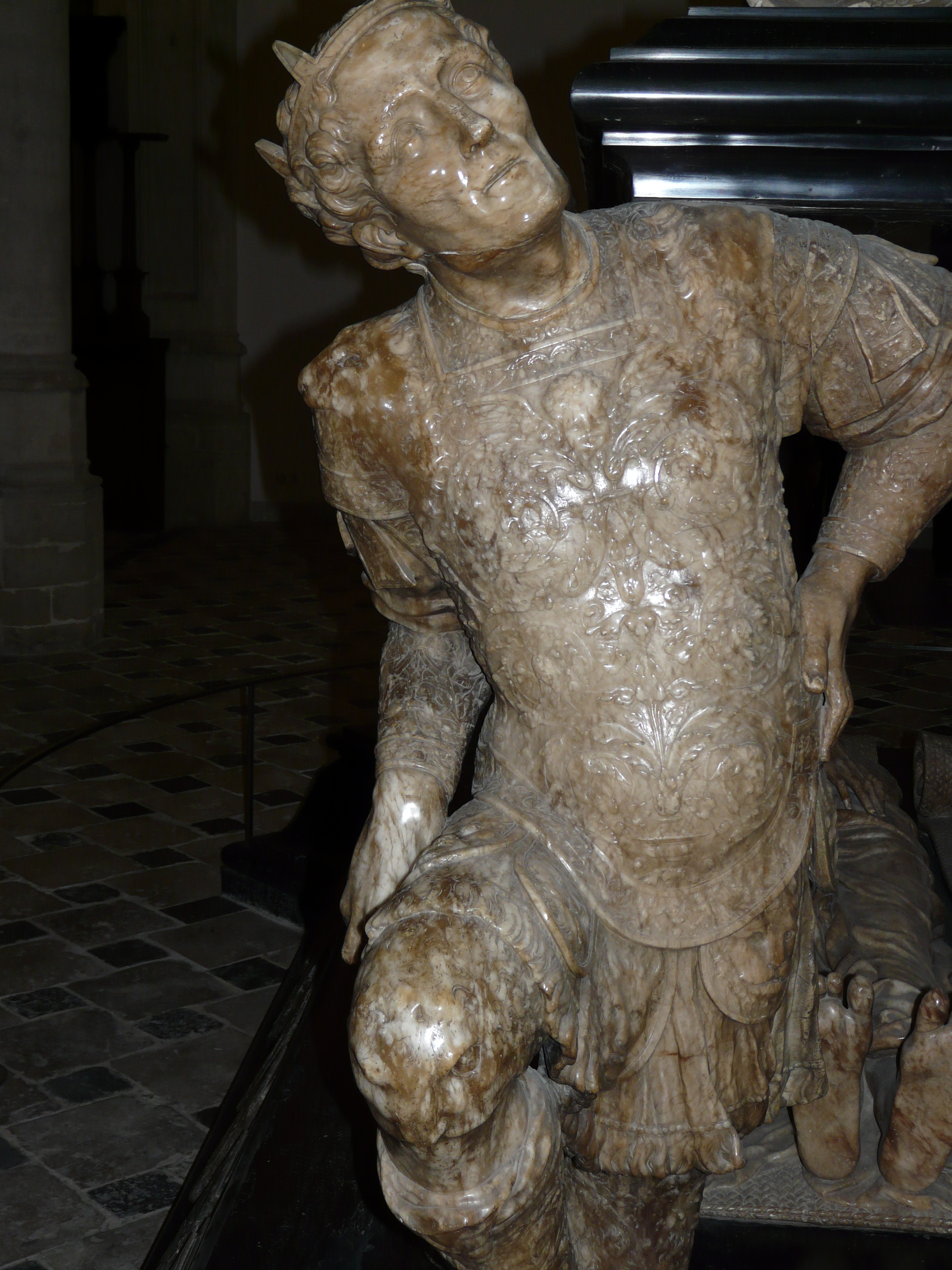
Drager voorstellende Julius Caesar, symboliseert standvastigheid.
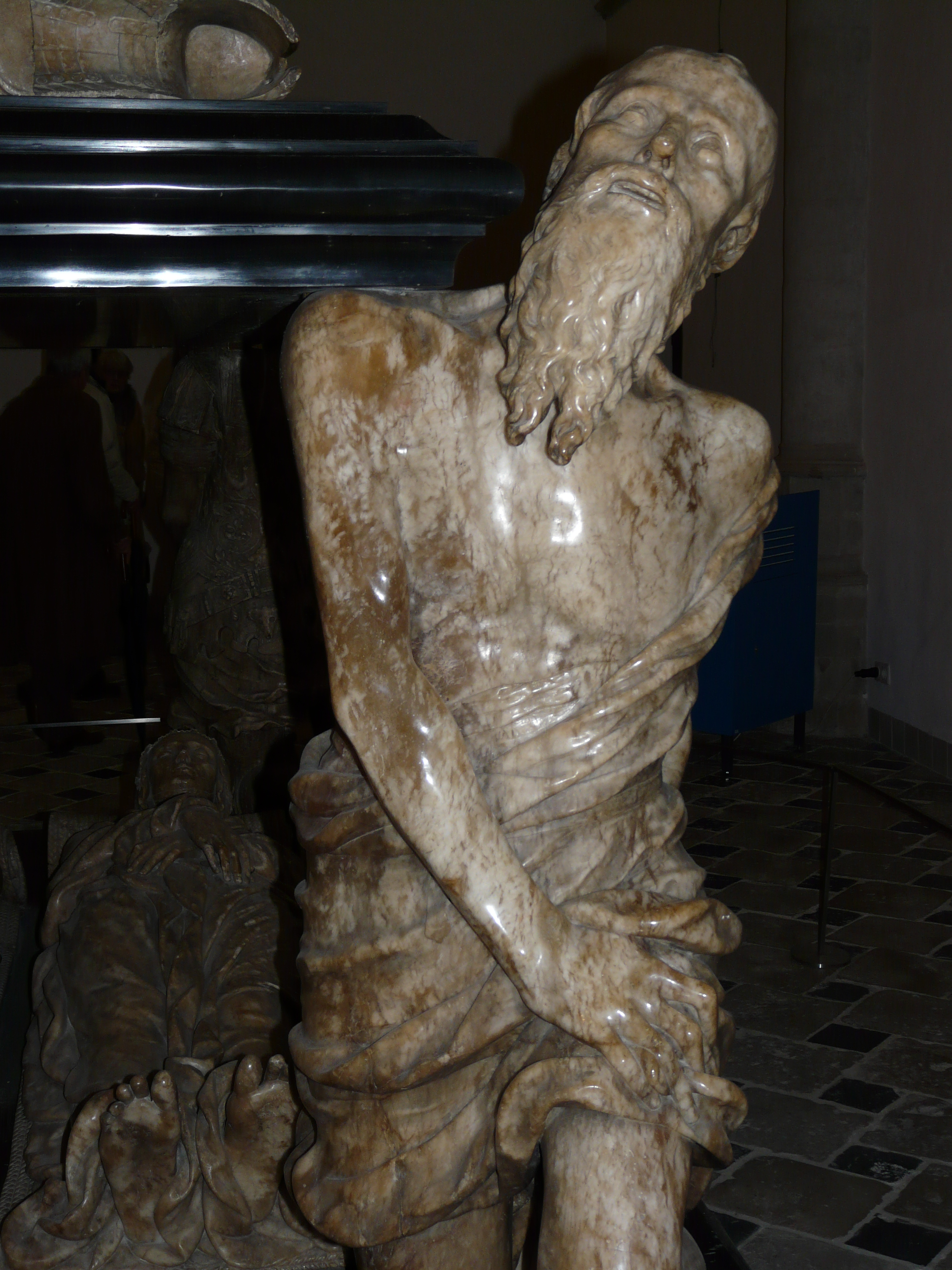
Drager voorstellende Atilius Regulus, symboliseert grootmoedigheid.
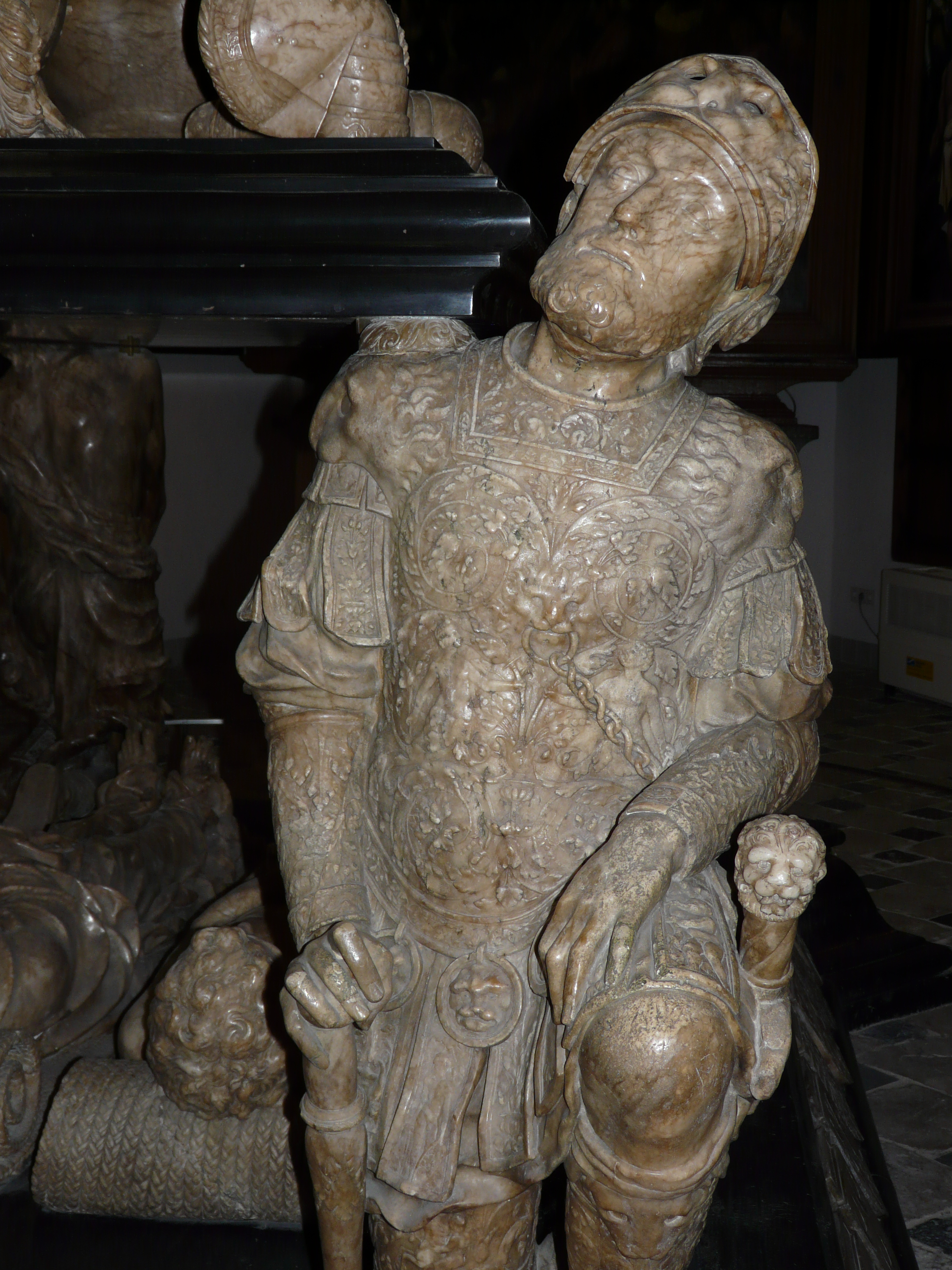
Drager, Griekse held waarvan de identiteit niet zeker is.
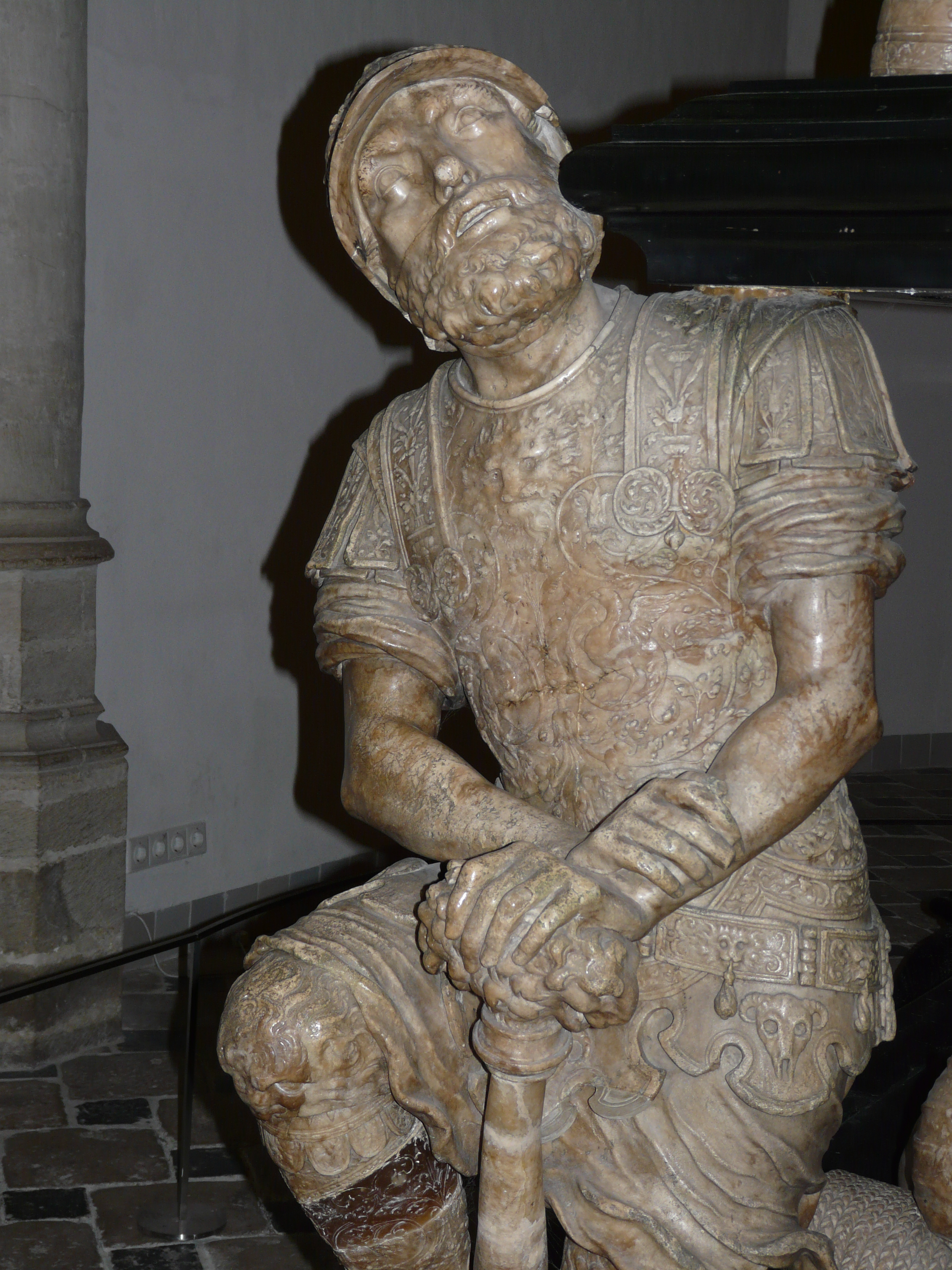
Drager, Griekse held waarvan de identiteit niet zeker is.
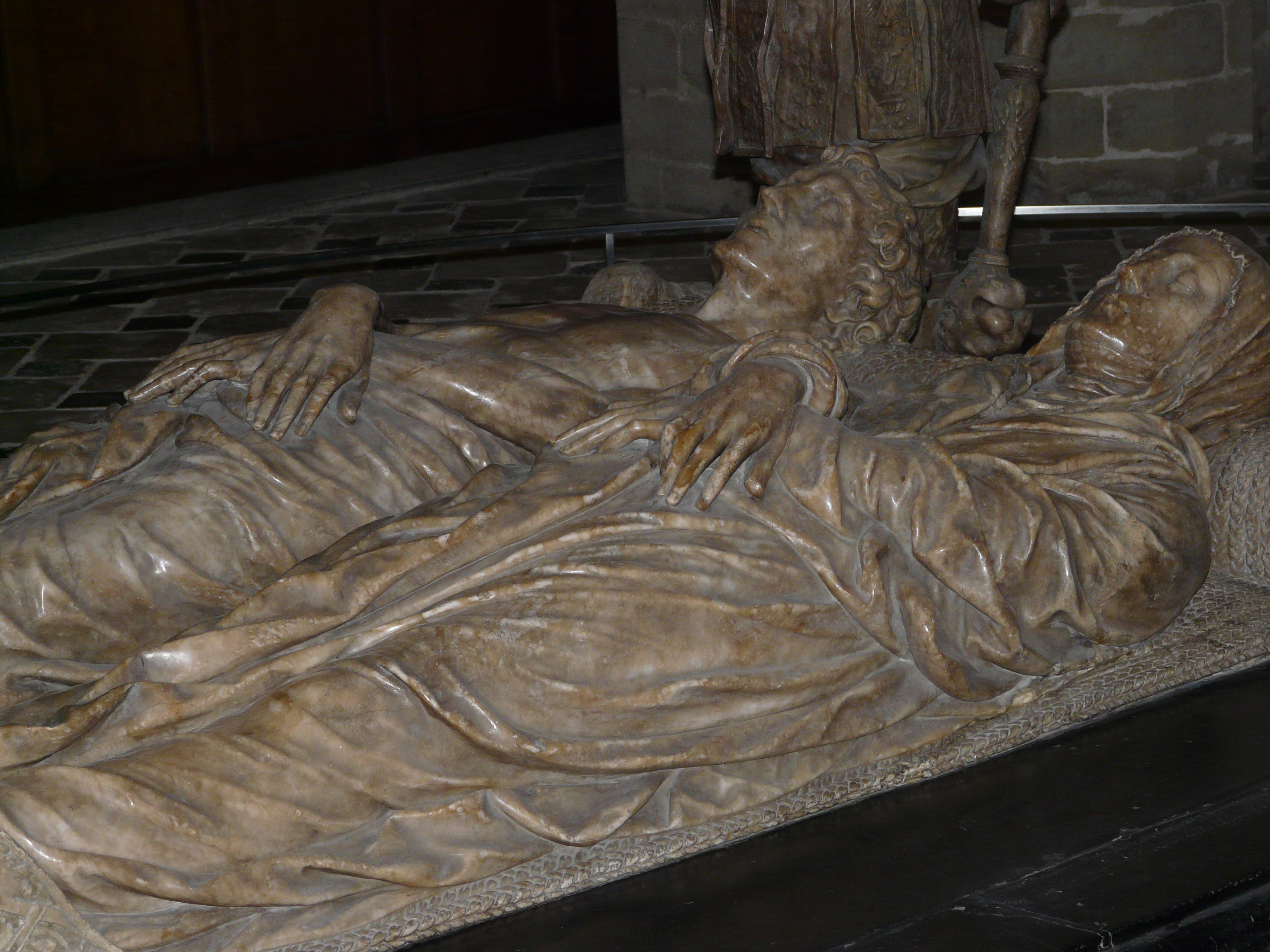

## Meer grafkelders
- Lijst van grafkelders van het huis Nassau